# The Sexuality of Bereavement
The Sexuality of Bereavement è un EP della Doom metal band inglese My Dying Bride.

## Il disco
Questo rappresentò l'ultimo EP prodotto dal gruppo che abbandonò l'abitudine, ripresa solo nel 2006, di pubblicare EP a cavallo dell'uscita dei loro full-length album. The Sexuality of Bereavement fu distribuito solo per i membri del "Collectors Club Series".
Il brano che dà il titolo all'EP fu originalmente registrato per l'inserimento in "Turn Loose The Swans" anche se, alla fine, non venne inserito nella track-list del disco; rappresenta, comunque, il sequel del brano "The Bitterness And The Bereavement" inserito in "As the Flower Withers".

## Tracce
1. The Sexuality of Bereavement – 8:06
2. The Crown of Sympathy (Remix) – 7:08

## Formazione
- Aaron Stainthorpe - voce
- Andrew Craighan - chitarra
- Calvin Robertshaw - chitarra
- Adrian Jackson - basso
- Martin Powell - violino, tastiere
- Rick Miah - batteria